# Nuestra Señora de Cocharcas

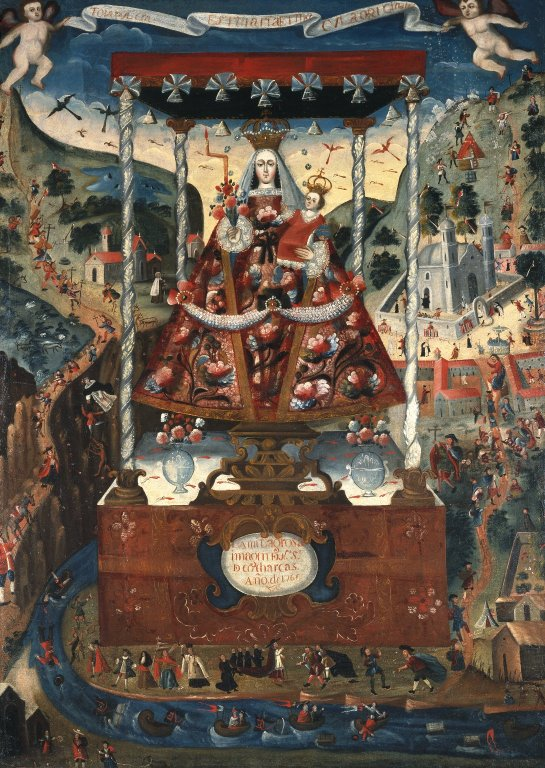
Nuestra Señora de Cocharcas.

La Virgen de Cocharcas o Nuestra Señora de Cocharcas es una advocación mariana peruana propia de la localidad de Cocharcas, ubicada en la provincia de Chincheros en el departamento de Apurímac. Su efigie es de las más veneradas en el país y su culto formado a fines del siglo XVI llevó a la construcción del Santuario de Cocharcas, uno de los primeros santuarios marianos de América del Sur e importante lugar de peregrinación. Su réplica en la localidad huancaína de Sapallanga, originó su culto local con el nombre de Virgen de Sapallanga.

## Historia
La tradición cuenta que Sebastián Quimicchi, natural de San Pedro de Cocharcas, fue favorecido por un milagro que le concedió la Virgen de Copacabana, a orillas del lago Titicaca. Como agradecimiento, en 1598 mandó tallar una efigie que fuese su réplica y venerarla en su pueblo, esta imagen fue realizada por Tito Yupanqui descendiente directo de los Incas. El camino hacia el pueblo se volvió una verdadera penitencia, a la vez de emociones en los pueblos que visitaba la imagen en su trayecto, por fin llegó al pueblo y se colocó en la iglesia parroquial más cercana mientras se construía una Capilla, 
En poco tiempo comenzó la Virgen a derramar abundantes milagros y ello hizo fama a su culto que creció de manera considerable, organizándose gran romería hasta su Santuario. La celebración de su fiesta está a cargo de la antigua Cofradía y los populares quimichos (nombre derivado del apellido Quimichi), son los encargados de llevar en procesión a la Virgen, por las principales calles.
Existen igualmente muchas otras réplicas de la imagen, producto de la gran devoción que fue impulsada por aquella época por sus devotos fuera del departamento de Apurímac, entre ellas las de mayor importancia se encuentran las de Lima, Sapallanga y Orcotuna (Huancayo).
La Cofradía realiza diversas peregrinaciones con réplicas llamadas "Reina Grande" y "Reina Chica" hacia las ciudades de Cuzco, Huamanga (Ayacucho) y otras localidades vecinas recaudando las limosnas que erogan los devotos. Como parte de su gran celebración regional, también se realizan corridas de toros y bailes tradicionales. Estas festividades tienen lugar después de las cosechas, asociada con las lluvias y la fertilidad de la tierra.
La Virgen es representada con un ramillete de rosas y amancay (Lirio de la Sierra de Sudamericana) en la mano derecha, mientras que en la izquierda porta al Niño Jesús con el mundo en sus manos mientras bendice al espectador. Hoy es advocación propia del Perú, desvinculada de la primitiva iconografía de "Candelaria".

## Festividad
Su Fiesta se celebra el 8 de septiembre. Este día en la Diócesis de Abancay es "Solemnidad", y toda la región de Apurimac acude a visitar a su "Mamacha". Las celebraciones constituyen el alma del Departamento de Apurimác, de manera especial para la provincia de Chincheros, siendo declarado por el Gobierno Regional este día "feriado" acudiendo grande cantidad de peregrinos a visitar y orar a la "Reina de los Andes Peruanos".
Desde el año 2008 se viene restaurando el Santuario de la Virgen de Cocharcas; estos trabajos estaban a cargo del Instituto Nacional de Cultura - Dirección Regional Cusco hasta el 30 de septiembre de 2010, en la actualidad estos trabajos fueron asumidos por el Ministerio de Cultura - Dirección regional Cusco.